# Hoplia ochreata
Hoplia ochreata är en skalbaggsart som beskrevs av Leon Fairmaire 1889. Hoplia ochreata ingår i släktet Hoplia och familjen Melolonthidae. Inga underarter finns listade i Catalogue of Life.